# Mladić (Dostojevski)
Mladić (ruski: Подросток) je knjiga ruskog pisca Fjodora Dostojevskog. Knjiga je prvi put izdana 1875. godine.